# Tour International de Blida
Die Tour International de Blida (kurz: Tour de Blida) war ein algerisches Straßenradrennen. Das Etappenrennen führte durch die Region rund um die Stadt Blida.
Das Radrennen wurde 2013 erstmals ausgetragen. Es gehörte der UCI Africa Tour  an und war in der UCI-Kategorie 2.2 eingestuft.

## Sieger
- 2013  Hichem Chaabane
- 2014  Amanuel Gebreigzabhier
- 2015  Mekseb Debesay
- 2016  Luca Wackermann